# Соренґ
Соренґ (англ. Soreng) — містечко в індійському штаті Сіккім в окрузі Західний Сіккім.
Міста можна досягти автомобілем за 4 години від Дарджилінгу та за 3 години від Калімпонґу.
Населення — переважно представники народів таманґ і лепча.
Соренґ відомий як найбільший центр вирощування овочів, апельсинів і квітів в окрузі. Район міста популярний і серед туристів — його відвідують тисячі чоловік на рік, перш за все через мальовничі види, місця рибалки, флору і фауну та рафтинг на річці Тіста.